# Top Player's Golf
Top Player's Golf (トップ・プレイヤーズ・ゴルフ?, Toppu Pureiyāzu Gorufu) è un videogioco sportivo di golf pubblicato da SNK nel 1990 per Neo Geo arcade e successivamente per la console Neo Geo domestica (AES) e per Neo Geo CD. È uno dei quattro titoli presentati al giorno di lancio della scheda hardware, assieme a Baseball Stars Professional, Magician Lord e NAM-1975.
È caratterizzato da una prospettiva dall'alto, ma dotata di zoom in base all'altitudine della pallina. La critica della sua epoca lo accolse il più delle volte con buoni giudizi.
La versione arcade emulata è stata pubblicata nel 2018 nella serie Arcade Archives per piattaforme moderne.

## Modalità di gioco
Si può scegliere tra due percorsi completi da 18 buche e tra quattro diversi golfisti. Si può giocare in singolo o sfidarsi in multigiocatore a due. La partita può essere in tre modalità: stroke, il classico sistema in cui si vince con il minor numero totale di tiri; match dove conta il numero di buche nelle quali si ha vinto; Nassau che al gioco normale aggiunge delle mini competizioni secondarie a seconda della buca, ad esempio a chi arriva più lontano con il primo tiro. Nella versione arcade è sempre presente un avversario computerizzato nel giocatore singolo e può essere necessario un continua dopo ogni buca se i propri risultati sono insufficienti.
La visuale sul campo è dall'alto, con scorrimento multidirezionale. Prima del tiro si può esaminare tutta la buca scorrendola, esaminare più da vicino il green e visualizzare la mappa della buca per intero. Dopo che è stata colpita la pallina, il suo volo viene seguito dallo scorrimento e anche dallo zoom: la scala della visuale si ingrandisce e si rimpicciolisce seguendo la variazione della distanza della pallina dal suolo. Sono presenti voci digitalizzate in inglese: descrizioni delle buche e consigli dati dalla caddie e commenti del cronista. I testi della caddie appaiono anche scritti, in inglese o giapponese secondo la versione.
Per controllare il tiro, il giocatore tramite un menù sceglie quale mazza utilizzare e tramite un cursore sceglie in che direzione colpire la pallina. La potenza viene indicata in base a una barra il cui indice sale e scende continuamente fino a quando il giocatore non lo ferma al punto giusto. Accanto alla barra appare anche un'animazione da vicino del golfista, che altrimenti non è visibile nell'inquadratura dall'alto del campo. Con la stessa barra e  con certi movimenti del joystick si possono dare i vari effetti al colpo. Sono presenti l'influenza del vento e della pendenza del green.